# Milhac-de-Nontron
Milhac-de-Nontron è un comune francese di 601 abitanti situato nel dipartimento della Dordogna nella regione della Nuova Aquitania.

## Società

### Evoluzione demografica
Abitanti censiti